# Flavio Cipolla
Flavio Cipolla (* 20. Oktober 1983 in Rom) ist ein italienischer Tennisspieler.

## Karriere
Cipolla ist seit 2003 professioneller Tennisspieler. Seinen ersten Einzeltitel gewann er 2006 beim Challenger-Turnier in Turin, als er Marcel Granollers besiegte. Den ersten Triumph im Doppel konnte Cipolla 2005 in Mantua, an der Seite seines Landsmanns Alessandro Motti einfahren. Unter anderem spielte er im Doppel erfolgreich mit Simon Stadler (Sieg in Saransk 2005) und Tomas Behrend (Sieg in Barcelona 2006). Anfang 2008 konnte er das Challenger-Turnier in Nouméa sowohl im Einzel, als auch im Doppel gewinnen.
Im Jahr 2016 gelang ihm überraschend der erste ATP-Turniersieg. Mit seinem israelischen Doppelpartner Dudi Sela konnte er am 1. Mai als 32-Jähriger das ATP-Turnier von Istanbul der Kategorie ATP World Tour 250 gewinnen. Für seinen Doppelpartner war es ebenfalls der erste Turniersieg auf ATP-Ebene.

### Grand-Slam-Bilanz
2007 spielte Cipolla erstmals ein Grand-Slam-Turnier. Nachdem er bei den Australian Open in der Qualifikation scheiterte, besiegte er in der Qualifikation für die French Open 2007 Davide Sanguinetti, Marcel Granollers und Benjamin Balleret. In der ersten Hauptrunde des Turniers besiegte er Teimuras Gabaschwili, der während der Partie aufgeben musste. Die darauffolgende Partie gegen den Turnierfavoriten Rafael Nadal verlor er deutlich mit 2:6, 1:6, 4:6.
2008 konnte Cipolla sich für die US Open in New York City qualifizieren. In der ersten Runde besiegte er Jan Hernych in fünf Sätzen (6:7, 6:4, 2:6, 7:6, 7:6) in einem vierstündigen Match. Anschließend besiegte er in der zweiten Runde Lu Yen-hsun in vier Sätzen, schied jedoch in der dritten Runde gegen Stanislas Wawrinka trotz einer Zweisatzführung in fünf Sätzen aus (7:5, 7:6, 4:6, 0:6, 4:6), ebenfalls in einem vierstündigen Match.
Bei den Australian Open 2009 besiegte Cipolla in der ersten Runde Dmitri Tursunow in vier Sätzen, schied jedoch in der zweiten Runde gegen Tommy Haas in drei Sätzen aus.

## Erfolge
| Legende (Anzahl der Siege)                       |
| Grand Slam                                       |
| Tennis Masters Cup ATP World Tour Finals         |
| ATP Masters Series ATP World Tour Masters 1000   |
| ATP International Series Gold ATP World Tour 500 |
| ATP International Series ATP World Tour 250 (1)  |
| ATP Challenger Tour (28)                         |

| ATP-Titel nach Belag |
| -------------------- |
| Hartplatz (0)        |
| Rasen (0)            |
| Sand (1)             |

### Einzel

#### Turniersiege
| Nr. | Datum             | Turnier | Belag     | Finalgegner       | Ergebnis       |
| --- | ----------------- | ------- | --------- | ----------------- | -------------- |
| 1.  | 30. Mai 2006      | Turin   | Sand      | Marcel Granollers | 6:3, 6:3       |
| 2.  | 31. Juli 2007     | Trani   | Sand      | Pablo Andújar     | 4:6, 6:2, 6:4  |
| 3.  | 4. September 2007 | Genua   | Sand      | Gianluca Naso     | 6:2, 6:74, 7:5 |
| 4.  | 6. Januar 2008    | Nouméa  | Hartplatz | Stéphane Bohli    | 6:4, 7:5       |
| 5.  | 6. Februar 2011   | Burnie  | Hartplatz | Chris Guccione    | kampflos       |

### Doppel

#### Turniersiege

##### ATP World Tour
| Nr. | Datum       | Turnier  | Belag | Partner   | Finalgegner                      | Ergebnis         |
| --- | ----------- | -------- | ----- | --------- | -------------------------------- | ---------------- |
| 1.  | 1. Mai 2016 | Istanbul | Sand  | Dudi Sela | Andrés Molteni Diego Schwartzman | 6:3, 5:7, [10:7] |

##### ATP Challenger Tour
| Nr. | Datum              | Turnier        | Belag         | Partner                 | Finalgegner                                | Ergebnis          |
| --- | ------------------ | -------------- | ------------- | ----------------------- | ------------------------------------------ | ----------------- |
| 1.  | 4. Juli 2005       | Mantua         | Sand          | Alessandro Motti        | Salvador Navarro Óscar Serrano Gámez       | 5:7, 6:3, 6:3     |
| 2.  | 2. August 2005     | Saransk        | Sand          | Simon Stadler           | Konstantin Krawtschuk Alexander Kudrjawzew | 7:62, 4:6, 7:63   |
| 3.  | 19. September 2005 | Banja Luka (1) | Sand          | Rainer Eitzinger        | Jeroen Masson Stefan Wauters               | 4:6, 6:3, 6:3     |
| 4.  | 25. September 2006 | Bratislava     | Sand          | Marcel Granollers       | David Marrero Pablo Santos González        | 7:62, 6:4         |
| 5.  | 9. Oktober 2006    | Barcelona      | Sand          | Tomas Behrend           | Pablo Andújar Marcel Granollers            | 6:3, 6:2          |
| 6.  | 26. März 2007      | Neapel         | Sand          | Marcel Granollers       | Marco Crugnola Alessio di Mauro            | 6:4, 6:2          |
| 7.  | 30. April 2007     | Rom (1)        | Sand          | Marcel Granollers       | Stefano Galvani Manuel Jorquera            | 3:6, 6:1, [11:9]  |
| 8.  | 5. Januar 2008     | Nouméa         | Hartplatz     | Simone Vagnozzi         | Jan Mertl Martin Slanar                    | 6:4, 6:4          |
| 9.  | 11. Februar 2008   | Belgrad        | Teppich (i)   | Konstantinos Economidis | Alessandro Motti Filip Polášek             | 4:6, 6:2, [10:8]  |
| 10. | 29. März 2008      | Barletta       | Sand          | Marcel Granollers       | Oliver Marach Michal Mertiňák              | 6:3, 2:6, [11:9]  |
| 11. | 2. Mai 2008        | Rom (2)        | Sand          | Simone Vagnozzi         | Paolo Lorenzi Giancarlo Petrazzuolo        | 6:3, 6:3          |
| 12. | 1. Juni 2008       | Alessandria    | Sand          | Simone Vagnozzi         | Matwé Middelkoop Melle van Gemerden        | 3:6, 6:1, [10:4]  |
| 13. | 18. Oktober 2008   | Taschkent      | Hartplatz     | Pavel Šnobel            | Michail Jelgin Alexander Kudrjawzew        | 6:3, 6:4          |
| 14. | 28. Februar 2010   | Meknès         | Sand          | Pablo Andújar           | Oleksandr Dolhopolow Artem Smyrnow         | 6:2, 6:2          |
| 15. | 12. September 2010 | Brașov         | Sand          | Daniele Giorgini        | Radu Albot Andrei Ciumac                   | 6:3, 6:4          |
| 16. | 26. September 2010 | Todi (1)       | Sand          | Alessio di Mauro        | Marcel Granollers Gerard Granollers        | 6:1, 6:4          |
| 17. | 3. April 2011      | Barranquilla   | Sand          | Paolo Lorenzi           | Alejandro Falla Eduardo Struvay            | 6:3, 6:4          |
| 18. | 15. März 2014      | Kasan          | Hartplatz (i) | Goran Tošić             | Wiktor Baluda Konstantin Krawtschuk        | 3:6, 7:5, [12:10] |
| 19. | 8. März 2015       | Quimper        | Hartplatz (i) | Dominik Meffert         | Martin Emmrich Andreas Siljeström          | 3:6, 7:65, [10:8] |
| 20. | 6. Juni 2015       | Mestre         | Sand          | Potito Starace          | Facundo Bagnis Sergio Galdós               | 5:7, 7:63, [10:4] |
| 21. | 11. Juli 2015      | Todi (2)       | Sand          | Máximo González         | Andreas Beck Peter Gojowczyk               | 6:4, 6:1          |
| 22. | 29. August 2015    | Manerbio       | Sand          | Daniel Muñoz de la Nava | Gero Kretschmer Alexander Satschko         | 7:65, 3:6, [11:9] |
| 23. | 19. September 2015 | Banja Luka (2) | Sand          | Ilija Bozoljac          | Jaroslav Pospíšil Jan Šátral               | 6:2, 7:5          |